# Neocoenyra gregorii
Neocoenyra gregorii är en fjärilsart som beskrevs av Butler 1894. Neocoenyra gregorii ingår i släktet Neocoenyra och familjen praktfjärilar. Inga underarter finns listade i Catalogue of Life.